# Jerry et ses copains
Jerry et ses copains est une série télévisée d'animation coproduit au Royaume-Uni et en Suède en 39 épisodes de 22 minutes, créée par Magnus Carlsson, produite par Happy Life Productions et TV Loonland, anciennement diffusée sur les chaînes Fox Family aux États-Unis, Nickelodeon au Royaume-Uni et TG4 en Irlande de 1998 à 1999.
En France, la série a été diffusée sur Fox Kids de 1999 à 2000 et sur France 2 dans l'émission KD2A.

## Synopsis
Jerry est un nouvel élève qui n'a aucun copain parmi ses camarades de classe. La série relate comment Jerry essaye de devenir le meilleur ami de "trois copains" qui ne veulent pas de lui dans leur bande mais qui le laissent trainer avec eux du temps afin qu'il les aide à résoudre leurs problèmes. Ils ont également un faible pour un groupe de fille dans leur ville, mais elles refusent catégoriquement de sortir avec eux.

## Voix
- Hervé Rey : Jerry
- Natacha Gerritsen : Frank

## Personnages

### Personnages principaux
- Jerry (VF : Hervé Rey) - Un nouvel arrivant dans la ville. Il semble avoir des idées bien étranges. Il tente de devenir ami avec Frank, Thomas et Éric. Il a les cheveux blond, il porte un t-shirt jaune, un pantalon bleu et des baskets rouges.
- Frank (VF : Natacha Gerritsen) - Il est à la fois chef du groupe et chauve. Il est amoureux de Linda en tente souvent de l'impressionner pour la séduire. Il empêche Jerry d'intégrer le groupe. Il porte un t-shirt bleu avec marqué dessus le chiffre 1, un pantalon noir et des chaussures vertes.
- Thomas - Le deuxième membre de la bande. Il ne sort jamais sans sa grosse casquette verte. Il porte un pull orange, des chaussures vertes et marrons.
- Éric - Le troisième membre de la bande. Il adore le football. Il a les cheveux blonds et longs et il porte un t-shirt vert, un pantalon bleu et des chaussures à crampons.
- Linda - Linda est la cousine de Franck. Elle déteste les gamins prématurés et préfère sortir avec des garçons plus matures. Elle porte un t-shirt vert, une minijupe rouge et des chaussures noires. Elle a les cheveux blonds.
- Mimmi - Mimmi est la fille adoptée de Roy Johnson et l'une des deux amies de Linda. Elle est brune.
- Tess - Tess est la sœur de Tony et l'une des deux amies de Linda. Elle a les cheveux blonds. Ellep orte un t-shirt blanc, une minijupe mauve et des chaussures vertes. Elle est secrètement amoureuse d'Éric.

### Personnages secondaires
- Roy Johnson - Roy est le père de Mimmi et le patron du supermarché de Carlsonville.
- Monica - Monica est employée au supermarché et aime Tony.
- Tony - Tony est le frère de Tess. Il aime composer de la musique Rock.